# Yponomeutoidea
Yponomeutoidea (лат.) — надсемейство молевидных чешуекрылых. 1800 видов. Встречаются повсеместно, наибольшего разнообразия достигают в Палеарктике.

## Описание
Как правило мелкие или средние молевидные чешуекрылые (6—30 мм). Личинки младших возрастов живут как минёры в стеблях и листьях. Гусеницы старших возрастов плетут на листьях общественную паутину, на которой вместе развиваются множество гусениц, и наносят незначительный вред. Некоторые виды могут выступать в качестве вредителей, особенно известна рябиновая моль (Argyresthia conjugella) на яблонях, род Yponomeuta (Горностаевые моли) на деревьях и декоративных кустарниках и Plutella xylostella на капусте, но подавляющее большинство видов не имеют экономического значения.
Многие виды серого или коричневого цвета, но некоторые могут быть весьма красочными, с металлическим пятнами или полосами. Крылья, как правило, бледного цвета, от очень широких до очень узких.
Большинство семейств Yponomeutoidea связаны с одним или несколькими близкородственными семействами растений. Например, Bedelliidae питаются на представителях семейства Вьюнковые; Heliodinidae — только на Nyctaginaceae или других семействах из порядка Гвоздичноцветные; Ochsenheimeriinae — только на представителях порядка Злакоцветные; большинство видов Glyphipteriginae питаются на растениях семейства Коммелиновые. С различными древесными растениями связаны семейства Argyresthiidae, Ypsolophinae, Yponomeutini и Attevidae (последние питаются исключительно на Simaroubaceae). Lyonetiinae в качестве хозяев используют растения из 17 семейств и 10 порядков.

## Классификация
Около 1800 видов, выделяют от 7 до 11 семейств. Ранее в Yponomeutoidea включали семейства Douglasiidae и Bucculatricidae (Tineoidea). Исторически систематики вместе с Yponomeutoidea ассоциировали такие близкие группы чешуекрылых как Choreutoidea, Copromorphoidea, Epermenioidea, Galacticoidea, Gelechioidea, Schreckensteinoidea, Urodoidea и Zygaenoidea. Молекулярно-генетические исследования показывают близость Yponomeutoidea с надсемейством Gracillarioidea.
- Acrolepiidae (или в составе Acrolepiinae в составе Glyphipterigidae)
- Argyresthiidae[1]
- Attevidae[1]
- Bedelliidae (или Bedelliinae в составе Lyonetiidae, ранее с включением Bucculatricidae в качестве подсемейства[2])
- Glyphipterigidae (вкл. Orthoteliinae; иногда вкл. Acrolepiidae в качестве подсем Acrolepiinae)
- Heliodinidae
- Lyonetiidae (вкл. Cemiostominae; иногда вкл. Bedelliinae)
- Plutellidae
- Praydidae[1]
- Scythropiidae stat. rev.[1] (или Scythropiinae в составе Yponomeutidae)
- Yponomeutidae
- Ypsolophidae (вкл. Ochsenheimeriidae в качестве подсем Ochsenheimeriinae)